# Escola Nacional Florestan Fernandes
A Escola Nacional Florestan Fernandes (ENFF), em Guararema, na Região Metropolitana de São Paulo, é um centro de educação e formação, idealizado pelo Movimento dos Trabalhadores Rurais Sem Terra (MST).
Inaugurada em janeiro de 2005, a escola foi nomeada em homenagem ao educador Florestan Fernandes, incentivador do trabalho coletivo e permanente defensor do ensino público, gratuito e de qualidade para todos. A escola é considerada como um elemento de grande importância para o processo de formação da militância do MST e outras organizações.

## Atividades
A escola   promove cursos formais e informais voltados para a produção, comércio e gestão dos acampamentos e assentamentos. Segundo estimativa do MST, já passaram pelas suas salas de aula cerca de 6000 estudantes (dados de 2015). Os cursos, em diversas áreas, estimulam a capacidade crítica das pessoas e o desenvolvimento de conhecimento para a construção de um projeto popular para o Brasil. A grande diferença em relação às demais escolas é que, após passar pela ENFF, os alunos voltam para a sua comunidade rural e utilizam na prática o que aprenderam no banco escolar. Exemplos de cursos ministrados na ENFF são:
- alfabetização;
- administração cooperativista;
- pedagogia da terra;
- saúde comunitária;
- planejamento agrícola;
- técnicas agroindustriais.

Os professores que lecionam na escola trabalham nas universidades conveniadas e escolas técnicas. Os cursos de formação técnica são ministrados pelo Instituto Técnico de Pesquisa e Reforma Agrária (Iterra), registrado no MEC, ou por outros parceiros como:
- UNICAMP (curso de realidade brasileira)
- UERJ (teorias sociais)
- UFMG (realidade latino-americana)
- UFPB (História)
- (UFJF)   (especialização em Estudos Latinos)

Também contribuem para o sistema educacional do MST amigos e simpatizantes do movimento - quase todos  voluntários. Além dos cursos, foram realizados na escola muitos encontros, seminários e atividades culturais para assentados e acampados.

## Construção da escola
A escola foi construída graças ao trabalho voluntário de 1.115 militantes dos movimentos sociais brasileiros. As obras foram iniciadas em 2000.  O projeto conceitual e arquitetônico das cinco edificações que compõem o campus da escola é de autoria da arquiteta Lilian Avivia Lubochinski. Todos os trabalhadores do MST que ajudaram a construí-la passaram por cursos de alfabetização e supletivos ao longo da obra. Organizados em brigadas, esses trabalhadores ficavam cerca de 60 dias trabalhando na construção da Escola. Em seguida, voltavam para seus Estados, sendo substituídos por nova brigada. Ao retornar a seus locais de origem, puderam utilizar os ensinamentos obtidos na Escola para melhorar a qualidade dos seus assentamentos e acampamentos.
A ENFF foi inteiramente construída com tijolos de solo cimento, fabricados na própria escola. Além de esses tijolos serem mais resistentes, seu uso possibilita uma redução de 30% a 50% nas quantidades de ferro, aço e cimento necessárias à execução da obra, comparativamente a uma edificação convencional. Os tijolos  são levados para secar ao ar livre, dispensando-se portanto o uso de fornalhas e a queima de madeira. Esse tipo de manejo atende a um princípio fundamental para o MST: preservar e utilizar racionalmente os recursos naturais.

## Financiamento da obra
Contribuíram financeiramente para a construção da ENFF personalidades como Sebastião Salgado, José Saramago e Chico Buarque, ONG's internacionais como a Frères des Hommes - França e a Cáritas - Alemanha, e outros doadores.